# Малочуев, Олег Григорьевич
Оле́г Григо́рьевич Малочу́ев (18 марта 1977, Фруктовая, Московская область — 2 июля 2009, Кантышево, Ингушетия) — капитан милиции, Герой Российской Федерации (2009, посмертно). Оперуполномоченный отряда милиции специального назначения «Рысь» Министерства внутренних дел Российской Федерации.

## Биография
Родился 18 марта 1977 года в посёлке Фруктовая Луховицкого района Московской области. Русский. Отец — газоэлектросварщик совхоза «Полянки», мама — медсестра в детском саду. В 1994 году окончил местную среднюю школу.
В августе 1994 года призван в Российскую армию. В 1999 году окончил Рязанское высшее воздушно-десантное командное училище имени генерала армии В. Ф. Маргелова. После выпуска в 1999 году направлен на службу во Внутренние войска МВД России, служил в офицерской роте специального назначения отряда спецназа «Витязь» Отдельной мотострелковой дивизии оперативного назначения. Первая командировка в «горячие точки» состоялась спустя 5 месяцев после окончания училища (г. Нальчик). В 2002 году участвовал в операции по освобождению заложников «Норд-Оста» в Москве. С 2007 года служил оперуполномоченным 5-го боевого отделения отряда милиции специального назначения «Рысь» МВД России, боевая специальность — «Щитовик» (спецназовец, идущий впереди группы с тяжёлым — более 20 кг) бронированным щитом, прикрывающий им группу).
Неоднократно выезжал в служебные командировки в Северо-Кавказский регион, участвовал в 35 специальных операциях, в которых было осуществлено 14 адресных проверок, 17 выездов на места происшествия, задержано 9 подозреваемых в причастности к незаконным вооруженным формированиям, уничтожено 9 боевиков.
Ранним утром 2 июля 2009 года подразделение спецназа приступило к проведению спецоперации в районе села Кантышево Республики Ингушетия, где согласно оперативным данным, скрывался руководитель бандгруппы Зелимхан Джандигов, на счету которого было несколько терактов, а также убийства сотрудников МВД, ФСБ и госслужащих. При проверке одного из нежилых зданий Малочуев под прикрытием специального бронещита приблизился к зданию, подёргал ручку двери. Скрывавшийся внутри террорист на ломаном русском языке крикнул: «Я сейчас открою!..» и сразу открыл автоматный огонь через входную дверь, несколько пуль попали в щит Малочуева, открывшего ответный огонь. Спецназ стал отходить за угол здания, и когда все уже были в недосягаемом для огня боевика месте, тот выпустил очередь по отходившему последним (и прикрывавшем группу) Малочуеву. Одна из пуль попала в незащищённое пространство между щитом и пластинами бронежилета, попав в область сердца. Террорист был уничтожен из гранатомётов. Через несколько часов капитан, не приходя в сознание, скончался в госпитале.
Указом Президента Российской Федерации № 1060 от 20 сентября 2009 года за мужество и героизм, проявленные при выполнении воинского долга в Северо-Кавказском регионе капитану милиции Малочуеву Олегу Григорьевичу присвоено звание Героя Российской Федерации (посмертно) с вручением медали «Золотая звезда» (Медаль № 953).
Похоронен на родине, на кладбище сельского поселения Фруктовское Московской области.

## Награды и память
Награждён государственными и ведомственными медалями (по некоторым данным, награждён: за участие в операции по освобождению заложников «Норд-Оста» медалью «За совершение невозможного» (2002), за участие в обеспечении правопорядка на территории Чечни получил почётное звание «Ветеран боевых действий» и медаль «За службу на Северном Кавказе» от руководства «Союза десантников России» (2003), по итогам командировки с целью обеспечения правопорядка в Дагестан — медалью «За отличие в службе» 3 степени и Почётной грамотой Министерства внутренних дел России (2008)).
Мемориальная доска в память о Герое установлена на здании Фруктовской средней школы, в которой он учился. Навечно зачислен в списки отряда «Рысь».

## Семья
Жена - Малочуева Ирина Сергеевна (Учитель английского языка), дочь Анастасия (2002 г.р.).